# Blok d
Blok d periodnega sistema elementov je sestavljen iz skupin elementov, katerih atomi imajo v osnovnem stanju elektrone z najvišjo energijo na orbitali d. Blok se imenuje tudi prehodne kovine ali prehodni elementi.
V blok d spadata tudi lutecij in lavrencij, ki nista prehodni kovini, ampak spadata k lantanoidom (Lu) oziroma atinoidom (Lr) in elementi iz 12. skupine elementov (cink, kadmij, živo srebro in ununbij), ki imajo polno orbitalo d in spadajo v skupino po-prehodnih kovin.